# Escut de Florida (Uruguai)
L'escut de Florida és l'emblema oficial del departament de Florida, al centre-sud de l'Uruguai. Té un braç, el qual representa la fortalesa, i porta l'Acta de la Independència signada el 25 d'agost de 1825 a l'Assemblea de la Florida.
El cercle i les tres baules, amb l'última oberta, representen el final de l'esclavitud del poder estranger rebutjat per la màxima voluntat del Poble Oriental en l'esmentat document. El metall d'argent del quadre dret fa referència a la integritat, a la fermesa, a la vigilància i al diàleg dels nascuts al territori. Els tres cavalls i el genet fan referència a les lluites per la independència amb reminiscències a la batalla de Sarandí, sota el lideratge del General Juan Antonio Lavalleja.
La Pedra Alta, a la vora del Santa Lucía Chico, és el motiu pel qual es denomina a Florida "Altar de la Pàtria". Els representants de 1825 van pronunciar allí a les tropes i al poble l'Acta de la Declaració de la Independència. L'argent té connotacions de puresa, esperança, llibertat i fe. El color del quarter en punta és símbol de justícia, veritat i honestedat a l'esmentat principi independentista. La seva insígnia de "Llibertat i Progrés" són el resultat de la voluntat dels seus habitants; la flama de foc, el desig de glòria per l'heroisme, i les dues branques de llorer el renom de la gràcia pretesa per aquesta terra.